# Șarânga, Buzău
Șarânga este un sat în comuna Pietroasele din județul Buzău, Muntenia, România. Se află în vestul județului.